# 乍畏
陸軍上將威廉·澤維士，KH（1782年—1862年11月5日），香港譯乍畏，英國軍人，曾參加半島戰爭，1846年獲晉升為中將。1851年至1854年任駐港英軍司令和香港副總督。香港中西區的蘇杭街（舊稱乍畏街，Jervois Street）以他命名。他娶伊麗莎白·梅特蘭為妻，長子是澤維士爵士。